# Krzęczków-Łychów

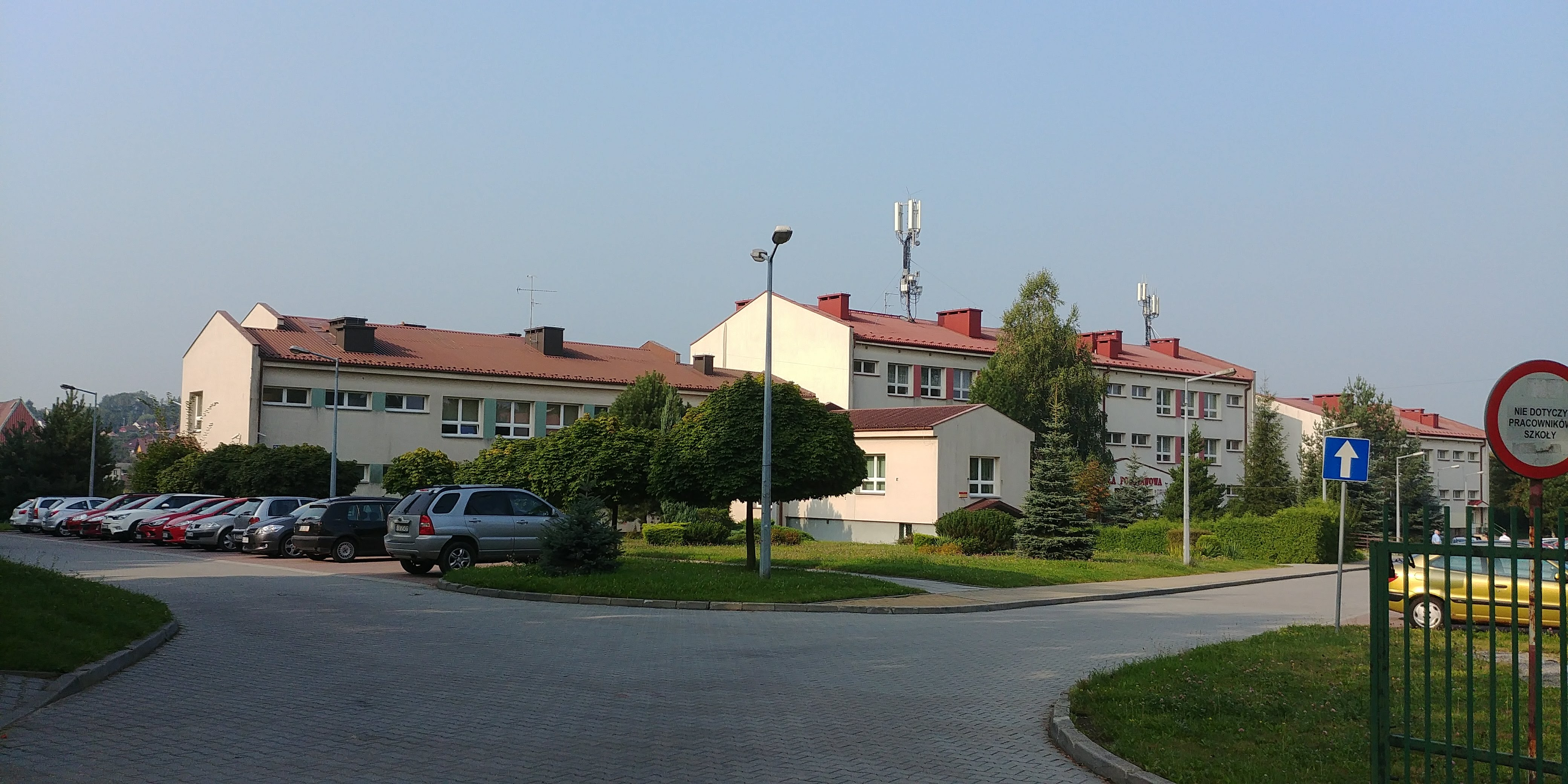
II LO i IV PSP w Bochni

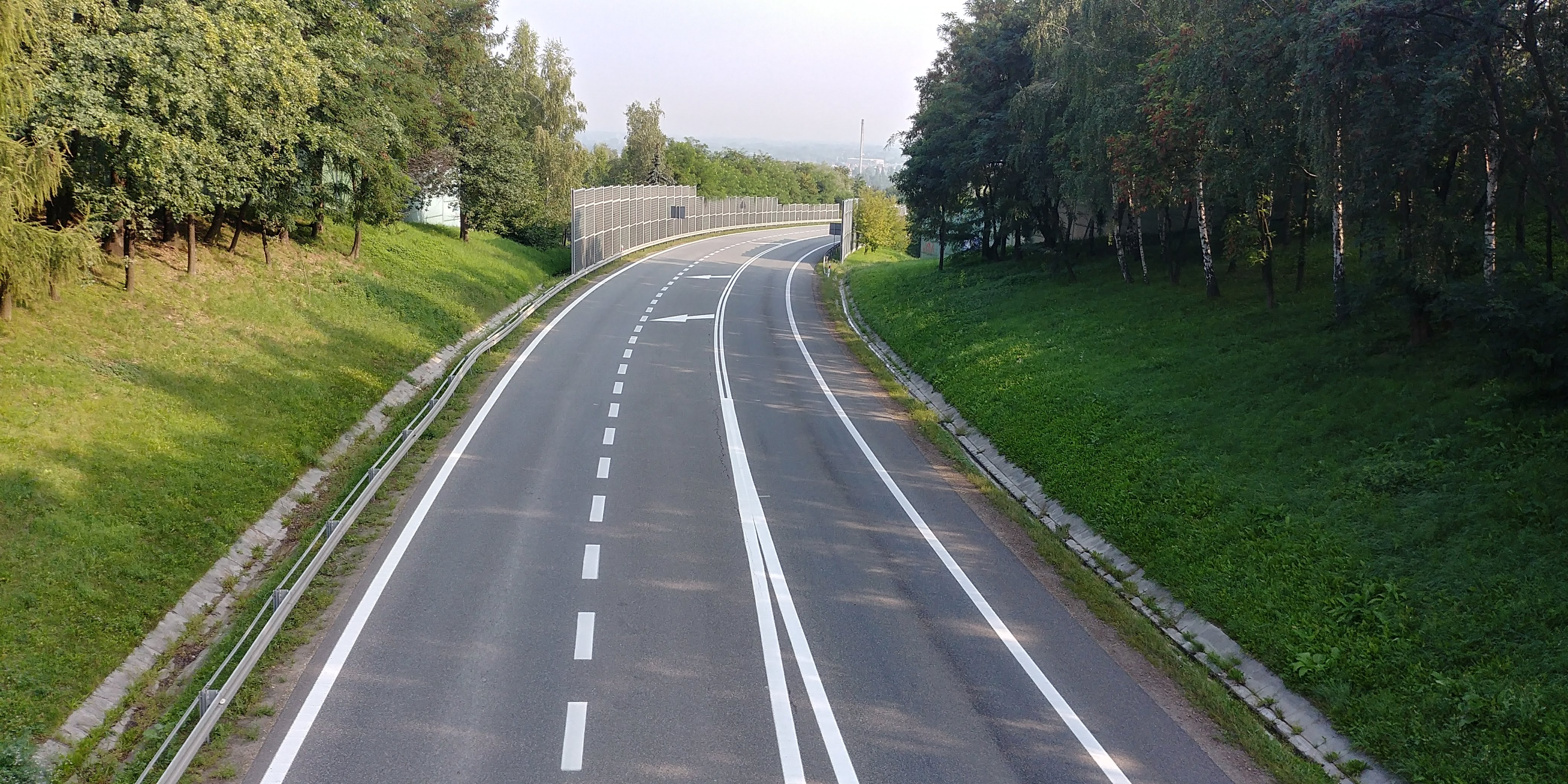
Obwodnica w okolicy osiedla

Krzęczków-Łychów – osiedle Bochni położone we wschodniej części miasta. Jest jedną z 14 jednostek pomocniczych Bochni.

## Położenie
Osiedle położone jest we wschodniej części miasta i sąsiaduje z :
- od północy: osiedlem Karolina-Krzeczowska
- od południa: osiedlem Kurów, osiedlem św. Jana-Murowianka
- od wschodu: Gorzkowem
- od zachodu: osiedlem Śródmieście-Campi, osiedlem Słoneczne.

## Historia[4]
Pierwsze wzmianki o Krzęczkowie pochodzą z XVI wieku, kiedy to wzgórze przejęło nazwę od ówczesnego właściciela - Grzegorza Krzęczka. Dawniej były tu tylko pola uprawne. U końca XVI wieku założono tutaj Kalwarię, niestety dziś nie ma po niej śladu. Mieści się tutaj Cmentarz żydowski.
Z kolei ul. Łychów usytuowana obok lasu Łychowskiego, kiedyś popularnego miejsca majówek gimnazjalistów. Opisy ich zabaw w tym miejscu sięgają początków XIX wieku.
W skład osiedla wchodzi również ul. Podedworze, kiedyś - osobna wieś, którą założyli wójtowie bocheńscy pod koniec XVI wieku. Mieści się tu krzyż na kamiennym postumencie, który upamiętnia zlokalizowany w tym miejscu cmentarz działający w latach 1784-1787. Również tutaj podczas II wojny światowej rozciągały się niemieckie umocnienia linii Stellung a2.

## Kolonia Górnicza „Gorzków”[5]
Po północnej stronie ulicy Brzeskiej mieści się pięć domów mieszkalnych wzniesionych w latach 1909-1910 dla pracowników kopalni soli. W tych czasach budynki były bardzo nowoczesne. Na każdej działce, oprócz domu, znajduje się ogródek i pomieszczenie gospodarcze. Budowę koordynował M. Kozaniewicz.
3 września 1939 r. na budynki spadły bomby z niemieckich samolotów zabijając 4 osoby.

## Charakterystyka
Dużą część stanowią domy jednorodzinne. Mieści się tutaj osiedle mieszkaniowe Panorama oraz blok mieszkalny przy ul. Łychów. Wiele sklepów znajduje się przy ulicy Brzeskiej. Na osiedlu usytuowane są również cmentarze: komunalny i żydowski, a także placówki edukacyjne: Publiczna Szkoła Podstawowa nr 4 oraz II Liceum Ogólnokształcące.

## Ulice
W skład osiedla wchodzą ulice: Brzeska, Brzeźnicka (za obwodnicą do granic miasta), Dębcza, Stanisława Gąsiorka, Waleriana Hillebranda, Krzęczków; Konfederatów Barskich, Łychów, Łopianka, Heleny Modrzejewskiej, Murowianka (od ul. Brzeźnickiej do kapliczki), Myśliwska, Ogrodowa, Wawrzyńca Pisza, Podedworze, Św. Urbana, Ks. Stanisława Wójtowicza.

## Komunikacja
- węzeł drogowy z Drogą krajową nr  i
- przebiegają tędy linie autobusowe BZK o numerach: 1, 3[6] oraz RPK o numerze 3[7]